# Павлович Олександр Юрійович
Олекса́ндр Ю́рійович Павло́вич (біл. Аляксандр Юр'евіч Паўловіч; нар.12 липня 1988, Гродно, БРСР, СРСР) — білоруський хокеїст, центральний нападник. Виступає за ХК «Динамо» (Мінськ) у КХЛ. 
Вихованець хокейної школи клубу «Німан» (Гродно), за який виступав; потім перейшов до ХК «Шахтар» (Солігорськ).
У складі національної збірної Білорусі учасник чемпіонату світу 2011 (5 матчів, 0+0). У складі молодіжної збірної Білорусі учасник чемпіонату світу 2008 (дивізіон I).